# Туркула Віктор Михайлович
Віктор Михайлович Турку́ла (нар. 17 березня 1983, м. Збараж) — український тренер з волейболу, колишній український волейболіст. З 2016 року — головний тренер жіночої команди «Волинський край-Університет» (Луцьк). Дружина — Олена Туркула.

## Життєпис
Народився 17 березня 1983 року в м. Збаражі (Тернопільська область, нині — Україна). Батько — Михайло Туркула (нар. 1958, с. Деренівка поблизу Теребовлі) — кандидат у майстри спорту, головний тренер «Факела» Івано-Франківськ, «Будівельника-Динамо» (Чернівці).
Як гравець Віктор Туркула виступав за ВК «Надзбруччя» Тернопіль (1999—2002), ВК «Факел» Івано-Франківськ (2002—2004), ВК «Будівельник-Динамо-Буковина» Чернівці (2004—2007). Був гравцем молодіжної збірної команди України.
З 2007 по 2011 рік — тренер команди «Галичанка-ТНЕУ», яка виборола призові місця Чемпіонату України з волейболу серед жіночих команд Суперліги, а 2010 року стала Чемпіоном України. У сезоні 2011—2012 рр. працював тренером ВК «Континіум-Волинь», з нею виборов Кубок України. У сезоні 2012—2013 рр. — головний тренер команди «Континіум-Волинь» Ковель, з якою став Чемпіоном вищої ліги. З 2014 року помічник тренера, з 2016 — головний тренер «Галичанки-ТНЕУ-Гадз».

### Відзнаки
Нагороджений Грамотою управління з питань фізичної культури і спорту облдержадміністрації за розвиток волейболу в Тернопільській області.

### Сім'я
Дружина Олена (з дому Майборода, нар. 7 серпня 1981, Вільнюс) — гравчиня і капітан «Галичанки» (Тернопіль), разом виховують доньку Вероніку (нар. 2006).